# Artur Żurawik
Artur Żurawik (ur. 10 listopada 1974 w Jaworznie) – polski prawnik, sędzia, doktor habilitowany nauk prawnych, profesor uczelni w Uniwersytecie Jagiellońskim, specjalność naukowa: prawo gospodarcze publiczne.

## Życiorys
W 2006 na podstawie napisanej pod kierunkiem Anny Walaszek-Pyzioł rozprawy pt. Konstrukcja i stosowanie klauzuli generalnej „dobrych obyczajów” otrzymał na Wydziale Prawa i Administracji Uniwersytetu Jagiellońskiego stopień naukowy doktora nauk prawnych w zakresie prawa. Nadano mu stopień doktora habilitowanego.
Został profesorem uczelni na Wydziale Prawa i Administracji Uniwersytetu Jagiellońskiego.
Objął stanowisko sędziego Wojewódzkiego Sądu Administracyjnego w Gliwicach.
Opublikował wiele prac naukowych, m.in. na temat prawa gospodarczego publicznego, ustroju sądownictwa i prawa karnego.